# Vörösfenekű álszajkó
A vörösfenekű álszajkó (Garrulax gularis) a madarak osztályának verébalakúak (Passeriformes) rendjébe és a Leiothrichidae családjába tartozó faj.

## Rendszerezése
A fajt John McClelland brit orvos írta le 1840-ben, az Ianthocincla nembe Ianthocincla gularis néven. Egyes szervezetek a Garrulax nembe sorolják Garrulax gularis néven.

## Előfordulása
Dél- és Délkelet-Ázsiában, Banglades, Bhután, India, Laosz, Mianmar és Vietnám területén honos. Természetes élőhelyei a szubtrópusi vagy trópusi síkvidéki és hegyi esőerdők, valamint cserjések. Állandó, nem vonuló faj.

## Megjelenése
Testhossza 23-25,5 centiméter.

## Életmódja
Főleg rovarokkal táplálkozik, de fogyaszt bogyókat és magvakat is.

## Természetvédelmi helyzete
Az elterjedési területe nagyon nagy, egyedszáma ugyan csökken, de még nem éri el a kritikus szintet. A Természetvédelmi Világszövetség Vörös listáján nem fenyegetett fajként szerepel.